# 岩田弘三
岩田 弘三（いわた こうぞう、1940年9月14日 - ）は、日本の実業家。兵庫県神戸市出身。高級惣菜販売店RF1などを運営するロック・フィールドの創業者で、代表取締役会長兼社長を務める。日本に「中食」「デパ地下」の文化を根付かせたことで知られる。

## 来歴
- 1940年 - 兵庫県神戸市に生まれる。
- 1956年 - 兵庫県立東神戸高等学校中退。同年より、日本料理店で修業を始める[4]。
- 1965年 - 神戸市生田区（現中央区）に、フランス料理店「レストランフック」を開業[4]。
- 1970年 - 視察先の欧米で、デリカテッセンに出会う[5]。
- 1972年 - ロック・フィールド設立。社名は岩田の姓に由来する[3]。
- 1988年 - ロック・フィールドの旧神戸工場で、基準値を超える排水が流出。このときの岩田の反省が、1991年に開設された静岡ファクトリーや2004年に開設された神戸ヘッドオフィス・神戸ファクトリーに生かされ、環境に調和した工場が作られることとなる[6]。
- 2001年4月1日 - 神戸経済同友会代表幹事に就任。2003年3月31日まで努め、その後は顧問を務める[4]。
- 2004年 - 神戸商工会議所副会頭に就任[4]。
- 2014年7月 - ロック・フィールド会長兼最高経営責任者に就任[7]。
- 2016年5月 - ロック・フィールド社長を兼ねる[7]。